# Xiandai Hanyu cidian
Xiandai Hanyu cidian (chinesisch 現代漢語詞典 / 现代汉语词典, Pinyin Xiàndài Hànyǔ cídiǎn – „Wörterbuch der chinesischen Gegenwartssprache“; Abk. XDHYCD) ist ein umfassendes und maßgebliches Wörterbuch des Standardmandarin. Es zählt in China zu den renommiertesten und meist verbreiteten chinesischen Wörterbüchern.
Es gilt als unverzichtbares Nachschlagewerk für Schüler, Lehrer und Fachleute. Das Wörterbuch wird vom Verlag Commercial Press veröffentlicht, einem der ältesten und angesehensten Verlagshäuser in China. Seit seiner ersten Veröffentlichung im Jahr 1978 (mit einigen älteren Vorwegausgaben) wurde das Wörterbuch mehrfach überarbeitet, um neue Wörter aufzunehmen und zeitgemäße Anpassungen vorzunehmen. Die neuesten Ausgaben spiegeln den aktuellen Sprachgebrauch wider und enthalten zeitgenössische Begriffe und Ausdrücke.
Das Wörterbuch umfasst Definitionen, Aussprachehilfen (unter Verwendung von Pinyin), Anwendungsbeispiele und manchmal Etymologien. Es deckt ein breites Spektrum von Vokabular ab, von der Alltagssprache bis hin zu Fachbegriffen. Die Einträge sind in der Regel nach vereinfachten chinesischen Schriftzeichen geordnet, gefolgt von Pinyin, Definitionen und Anwendungsbeispielen. Einige der Einträge können auch traditionelle Schriftzeichen zur Referenz enthalten. Es richtet sich an Muttersprachler des Chinesischen, ist aber auch eine wertvolle Ressource für fortgeschrittene Lerner des Chinesischen als Fremdsprache. Neben den gedruckten Versionen sind auch digitale Versionen des Xiandai Hanyu cidian verfügbar, was den Zugriff auf verschiedenen elektronischen Geräten ermöglicht.
Der Xiandai Hanyu cidian ist bekannt für seine Genauigkeit, Vollständigkeit und benutzerfreundliche Gestaltung und ist somit ein grundlegendes Werkzeug für jeden, der modernes Chinesisch beherrschen möchte.
Inzwischen gibt es auch eine zweisprachige Ausgabe (chinesisch-englisch).
Eine 7. Auflage wurde 2016 veröffentlicht und enthält ca. 70.000 Einträge.